# Свято ковалів
«Свято ковалів» (Праздник кузнецов) — традиционный ежегодный Международный кузнечный фестиваль в городе Ивано-Франковске, проводится с 2001 года. Начинается 7 мая (день города) и длится несколько дней. Является важным культурным событием в жизни города и одним из крупнейших кузнечных фестивалей в Восточной Европе.

## Организаторы и участники, цель, время и место проведения
Организатором фестиваля является Союз мастеров кузнечного искусства Украины (председатель союза и фестиваля — Сергей Полуботько). Спонсорами мероприятия выступают компании Декра и Прикарпатьеоблэнерго. Содействие в проведении праздника оказывается городскими властями Ивано-Франковска.
В фестивале традиционно принимают участие представители из всех областей Украины и 15-35 стран мира. Это ведущие мастера кузнечного ремесла, художники и скульпторы по металлу, профессиональные кузнецы и народные умельцы, всего до 300 участников.
Одной из основных задач фестиваля является сохранение и возрождение кузнечного ремесла, как вида искусства. Другой его задачей является привлечение в город большего числа туристов.
Главной ареной фестиваля из года в год является площадь Шептицкого. Остальные мероприятия проходят в выставочном зале областного представительства Союза художников Украины (международная выставка «Орнаментальная ковка»), в арт-галерее «Легенда» на площади Рынок (выставка «Сакральный знак в произведениях кузнечного искусства»).

## История
7 мая 2001 года было положено начало ежегодному международному фестивалю «Праздник кузнецов», в рамках которого также проводится художественная выставка «Орнаментальная ковка».
Мероприятие, начинавшееся как местный некоммерческий фестиваль любителей и профессионалов кузнечного дела, в частности деятелей Союза мастеров кузнечного искусства Украины, спустя два года вышел на международный уровень, и ныне проводится под патронатом официальных властей.
На первых порах многое делалось участниками на собственные средства, без спонсорской поддержки. Теперь у фестиваля появились традиционные спонсоры.
За годы существования «Праздника кузнецов» был выработан определенный стандарт его проведения. Ежегодно утверждается программа фестиваля, которая непременно включает демонстрацию кузнечного труда, ярмарку кованых изделий и сувениров (отливка и продажа сувенирных наковален), многочисленные мастер-классы по различным техникам ковки, выступления музыкантов, в частности рок-групп, презентации специализированных изданий, и в завершение, подведение итогов мероприятия, на художественной выставке «Орнаментальная ковка». Однако ежегодно организаторами вносится в программу и что-то новое.
Знаменательным событием в рамках VII «Праздника кузнецов» в 2009 году стало внесение Ивано-Франковска в «Кольцо европейских кузнечных городов». В этот список кроме него входят 16 городов Европы, среди которых Украина представлена также Донецком.

## Коллективные работы фестиваля
Традиционным в рамках фестиваля стало изготовление всеми его участниками-кузнецами общей скульптуры, за что исполнители получают специальные дипломы, а по оценкам жюри — лучшие работы премируются почетными наградами. Эти декоративные композиции — подарок кузнецов городу Ивано-Франковску ко дню его основания и благодарность за гостеприимство и радушие его жителей. Такие кованые скульптуры, изготовленные во время праздника, последние годы торжественно открываются в начале следующего международного фестиваля. Ивано-Франковск уже получил в подарок от предыдущих фестивалей скульптурные композиции «Букет мастеров» (2006), «Пасхальное солнце» (2007), «Дерево счастья» (2008).